# خسوف القمر مارس 2007
| الخسوف الكلي للقمر </br> 3 - 4 مارس 2007                                                                               | الخسوف الكلي للقمر </br> 3 - 4 مارس 2007 |
| --- | ---------------------------------------- |
| </img> </br>القمر في الجزء الشمالي من الظل المظلي للأرض خلال مجمله في الساعة 23:31 بالتوقيت العالمي المنسق من الدنمارك |                                          |
| </img> </br> مسار القمر من خلال الظل الشمالي للأرض.                                                                    |                                          |
| سلسلة (وعضو) | 123 (57 من 73)                           |
| جاما | 0.31749                                  |
| الحجم | 1.23280                                  |
| المدة (hr: mn: sc) |                                          |
| الكلية | 1:13:21                                  |
| جزئي | 3:41:04                                  |
| Penumbral | 6:05:26                                  |
| جهات الاتصال ( UTC )                                                                                                   |                                          |
| P1 | 20:18:11 (3 مارس)                        |
| U1 | 21:30:20 (3 مارس)                        |
| U2 | 22:44:12 (3 مارس)                        |
| أعظم | 23:20:53 (3 مارس)                        |
| U3 | 23:57:33 (3 مارس)                        |
| U4 | 01:11:24 (4 مارس)                        |
| ص 4 | 02:23:37 (4 مارس)                        |
| </img> </br> حركة القمر بالساعة عبر ظل الأرض في كوكبة الأسد                                                            |                                          |

حدث خسوف كلي للقمر في 3 مارس 2007 ، وهو الأول من خسوفين في عام 2007. دخل القمر في الظل شبه المنتظم في الساعة 20:18 بالتوقيت العالمي المنسق ، والظل المظلي الساعة 21:30 بالتوقيت العالمي المنسق. استمرت المرحلة الإجمالية بين 22:44 بالتوقيت العالمي المنسق و 23:58 بالتوقيت العالمي مع ظل مميز من الطوب الأحمر (L = 3 إلى L = 4 على مقياس Danjon ). غادر القمر ظل الظل في الساعة 01:11 بالتوقيت العالمي المنسق وغادر الظل شبه الظلي في الساعة 02:24 بالتوقيت العالمي المنسق 2007-03-04. حدث الخسوف الثاني للقمر لعام 2007 في 28 أغسطس.

## موسم الكسوف
هذا هو أول خسوف في هذا الموسم.
وهذا الكسوف الثاني هذا الموسم: 19 مارس 2007 كسوف جزئي للشمس.

## خسوف القمر
كان خسوف القمر السابق في 7 سبتمبر 2006 جزئيًا.
هذا الخسوف هو الأول من خسوفين للقمر حدثا في عام 2007، والثاني في 28 أغسطس 2007، وتحتوي الجداول أدناه على تنبؤات مفصلة ومعلومات إضافية عن الخسوف الكلي للقمر في: 3 مارس عام 2007.
حجم Penumbral = 2.31882
الحجم المظلي = 1.23280
جاما = 0.31749
أكبر كسوف = 03 مارس 2007 :
23:20: 53.5 UTC (23: 21: 58.7 TD).
الصعود الأيمن للشمس = 22 ساعة، 57 دقيقة، 19.2 ثانية.
ميل الشمس = 6 درجات، 40 دقيقة، 46.3 ثانية جنوب خط الاستواء السماوي.
قطر الشمس = 1936.0 ثانية قوسية
صعود القمر الأيمن = 10 ساعات، 57 دقيقة، 52.2 ثانية.
ميل القمر = 6 درجات، 56 دقيقة، 0.7 ثانية شمال خط الاستواء السماوي.
قطر القمر = 1782.6 ثانية قوسية
صعود ظل الأرض الأيمن = 10 ساعات، 57 دقيقة، 19.2 ثانية
ميل ظل الأرض = 6 درجات، و 40 دقيقة، و 46.3 ثانية شمال خط الاستواء السماوي.
المدة الكلية = 1 ساعة، 13 دقيقة، 21.3 ثانية.
مدة المظلة = 3 ساعات، 41 دقيقة، 5.6 ثانية.
المدة الإجمالية = 6 ساعات، 5 دقائق، 31.3 ثانية.

## المعاينة
كان الحدث بأكمله مرئيًا من أوروبا وإفريقيا وأجزاء من أمريكا الجنوبية وبعض مناطق أمريكا الشمالية وآسيا وغرب أستراليا . في أمريكا الشمالية، كان جزء من الحدث مرئيًا عند بزوغ القمر.
| </img> </br> تُظهر هذه الصورة المحاكية للأرض من مركز القمر أثناء خسوف القمر مكان الخسوف المرئي على الأرض. |

### خريطة

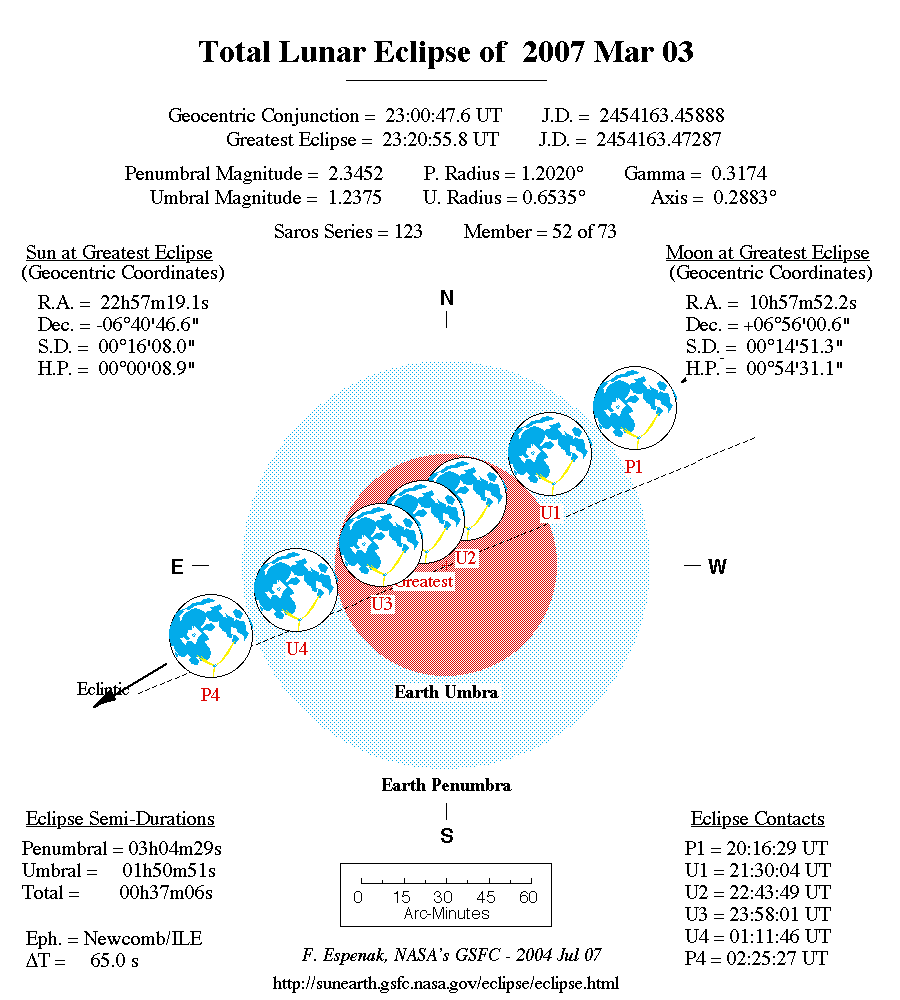
مخطط ناسا للكسوف

## علاقتها بخسوف القمر الأخرى

### كسوف عام 2007
- خسوف كلي للقمر في 3 مارس.
- كسوف جزئي للشمس في 19 مارس .
- خسوف كلي للقمر في 28 أغسطس .
- كسوف جزئي للشمس في 11 سبتمبر .

### سلسلة السنة القمرية
| سلسلة خسوفات القمر بين 2006 و2009 | سلسلة خسوفات القمر بين 2006 و2009 | سلسلة خسوفات القمر بين 2006 و2009 | سلسلة خسوفات القمر بين 2006 و2009 | سلسلة خسوفات القمر بين 2006 و2009 | سلسلة خسوفات القمر بين 2006 و2009 | سلسلة خسوفات القمر بين 2006 و2009 | سلسلة خسوفات القمر بين 2006 و2009 | سلسلة خسوفات القمر بين 2006 و2009 |
| --------------------------------- | --------------------------------- | --------------------------------- | --------------------------------- | --------------------------------- | --------------------------------- | --------------------------------- | --------------------------------- | --------------------------------- |
| عقدة تنازلية                      | عقدة تنازلية                      | عقدة تنازلية                      | عقدة تنازلية                      |                                   | عقدة تصاعدية                      | عقدة تصاعدية                      | عقدة تصاعدية                      | عقدة تصاعدية                      |
| دورة ساروس # صورة                 | التاريخ المشاهدة                  | النوع المخطط                      | غاما                              | دورة ساروس صورة                   | التاريخ المشاهدة                  | النوع المخدد                      | غاما                              |                                   |
| 113                               | خسوف القمر مارس 2006              | تظليلي                            | 1.0211                            | 118                               | خسوف القمر سبتمبر 2006            | جزئي                              | -0.9262                           |                                   |
| 123                               | خسوف القمر أبريل 2005             | كامل                              | 0.3175                            | 128                               | خسوف القمر أغسطس 2007             | كامل                              | -0.2146                           |                                   |
| 133                               | خسوف القمر فبراير 2008            | كامل                              | -0.3992                           | 138                               | 2008 Aug 16                       | جزئي                              | 0.5646                            |                                   |
| 143                               | 2009 Feb 09                       | تظليلي                            | -1.0640                           | 148                               | 2009 Aug 06                       | تظليلي                            | 1.3572                            |                                   |
|                                   |                                   |                                   |                                   |                                   |                                   |                                   |                                   |                                   |
| آخر ظهور                          | 2005 Apr 24                       | 2005 Apr 24                       | 2005 Apr 24                       | آخر ظهور                          | خسوف القمر أكتوبر 2005            | خسوف القمر أكتوبر 2005            | خسوف القمر أكتوبر 2005            |                                   |
|                                   |                                   |                                   |                                   |                                   |                                   |                                   |                                   |                                   |
| الظهور التالي                     | 2009 Dec 31                       | 2009 Dec 31                       | 2009 Dec 31                       | الظهور التالي                     | 2009 Jul 07                       | 2009 Jul 07                       | 2009 Jul 07                       |                                   |

تاريخ
المعاينة جاما2006 7 سبتمبر
-0.92622008 21 فبراير
0.39922008 16 أغسطس
جزئي
بينومبرال
2009 06 أغسطس
بينومبرال
</br> </br></img></br></img></br></img> </br></img></br></img></br></img> </br></img>

### دورة Metonic (19 سنة)
في دورة ميتونية يكرر بالضبط تقريبا كل 19 عاما، وتمثل دورة خسوف بالإضافة إلى السنة القمرية واحد. نظرًا لأنه يحدث في نفس تاريخ التقويم، سيكون ظل الأرض في نفس الموقع تقريبًا بالنسبة إلى نجوم الخلفية.
| 1. 1988 Mar 03.675 [الإنجليزية] – Partial (113) 2. خسوف القمر مارس 2007 – Total (123) 3. 2026 Mar 03.481 – Total (133) 4. 2045 Mar 03.320 [الإنجليزية] – Penumbral (143) | 1. 1988 Aug 27.461 [الإنجليزية] – partial (118) 2. خسوف القمر أغسطس 2007 – total (128) 3. 2026 Aug 28.175 [الإنجليزية] – partial (138) 4. 2045 Aug 27.578 [الإنجليزية] – penumbral (148) |
| | |

### سلسلة ساروس
Lunar saros series 123, repeating every 18 years and 11 days, has 25 total lunar eclipses. The first total lunar eclipse of this series was on July 16, 1628, and last will be on April 4, 2061. The two longest occurrence of this series were on September 20, 1736 and October 1, 1754 when totality lasted 106 minutes.
كانت آخر مرة حدثت في 20 فبراير 1989 وستحدث بعد ذلك في 14 مارس 2025 .

### دورة نصف ساروس
سيسبق خسوف القمر خسوفًا للشمس ويتبعه 9 سنوات و 5.5 أيام ( نصف ساروس ). يرتبط خسوف القمر هذا بكسوفين كليين للشمس من سولار ساروس 130 .
| 26 فبراير 1998 | 9 مارس 2016 |
| -------------- | ----------- |
| </img>         | </img>      |

## معرض الصور
| </img> </br>من ليدز ، إنجلترا .     |
| </img> </br> ستيفنيج، إنجلترا       |
| </img> </br> من مدريد ، أسبانيا     |
| </img> </br> من دجانيا أ ، إسرائيل. |
| </img> </br> الخليج الفارسی         |

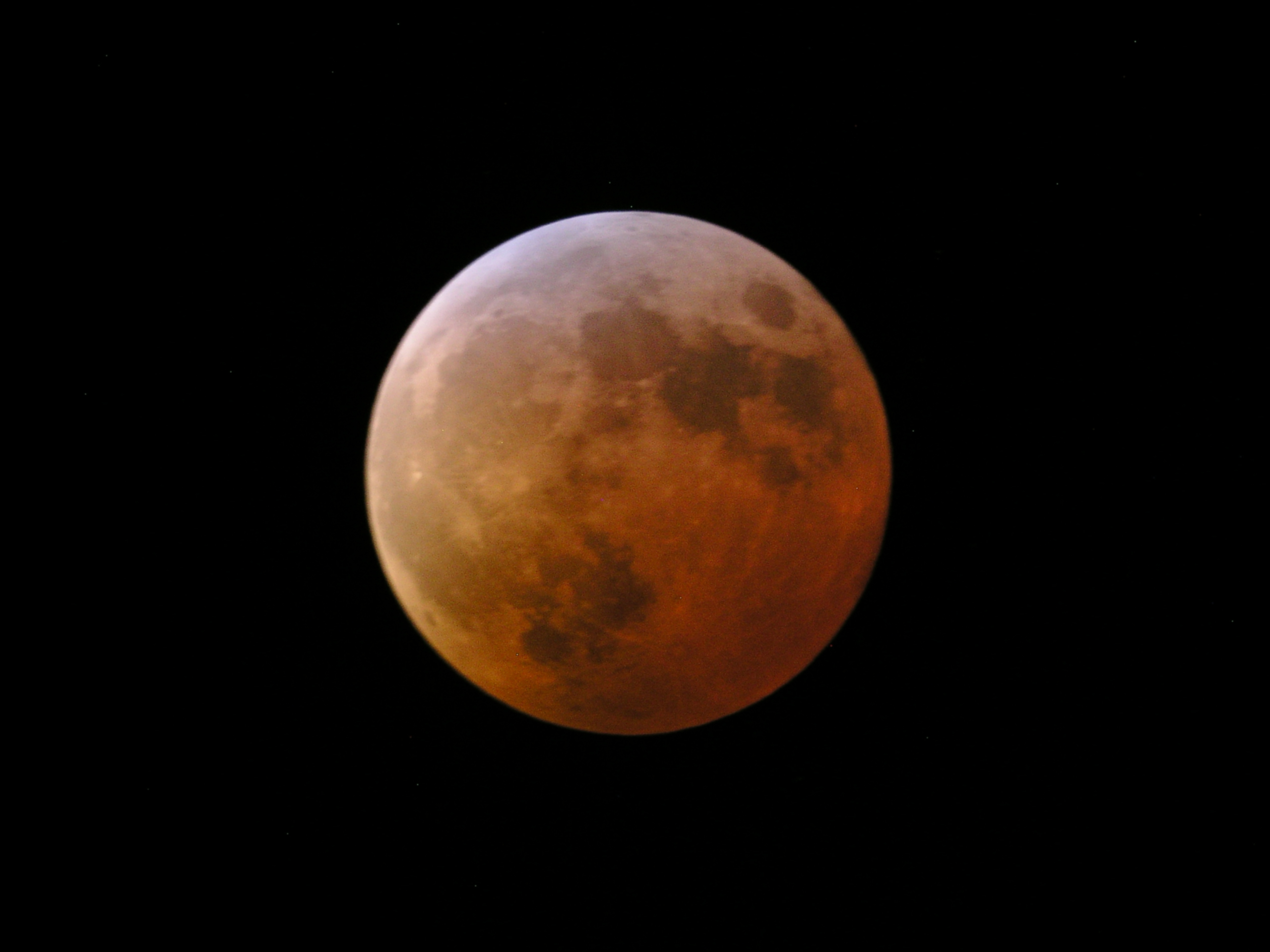
من كيرشبرغ ، سانت غالن  [لغات أخرى]‏ ، الساعة 23:30 بالتوقيت العالمي المنسق
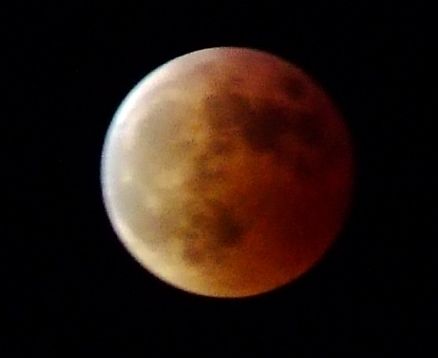
من هدرسفيلد ، المملكة المتحدة ، الساعة 23:52 بالتوقيت العالمي المنسق
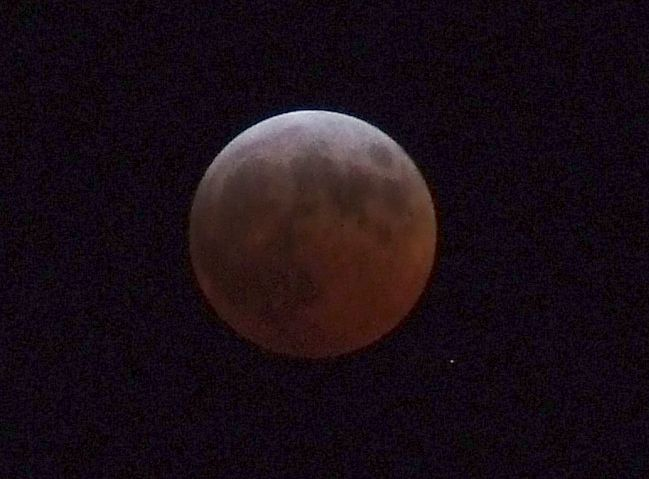
من أوغسبورغ ، ألمانيا ، الساعة 23:53 بالتوقيت العالمي المنسق
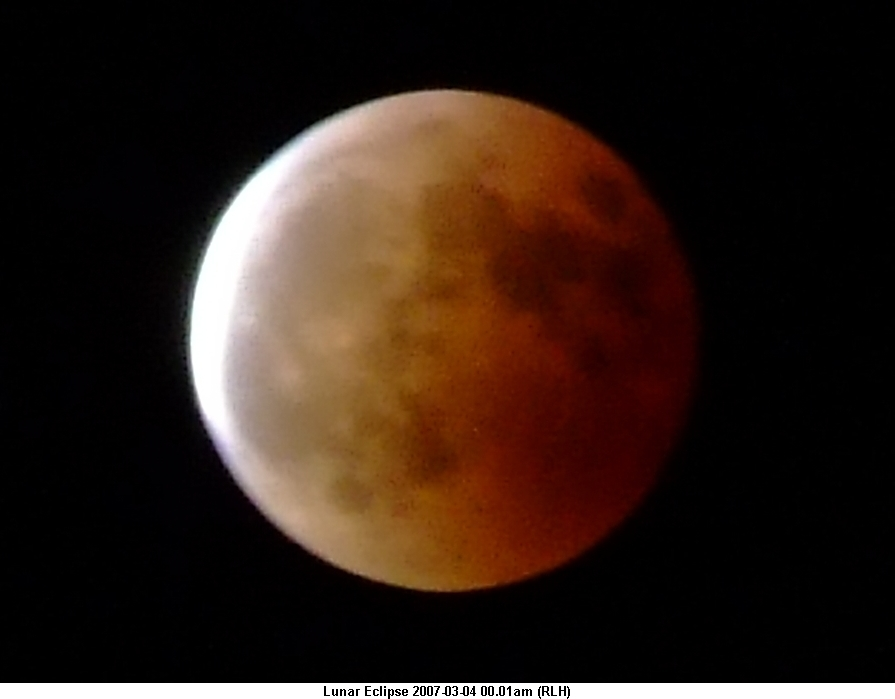
من هدرسفيلد ، المملكة المتحدة ، 0:01 بالتوقيت العالمي
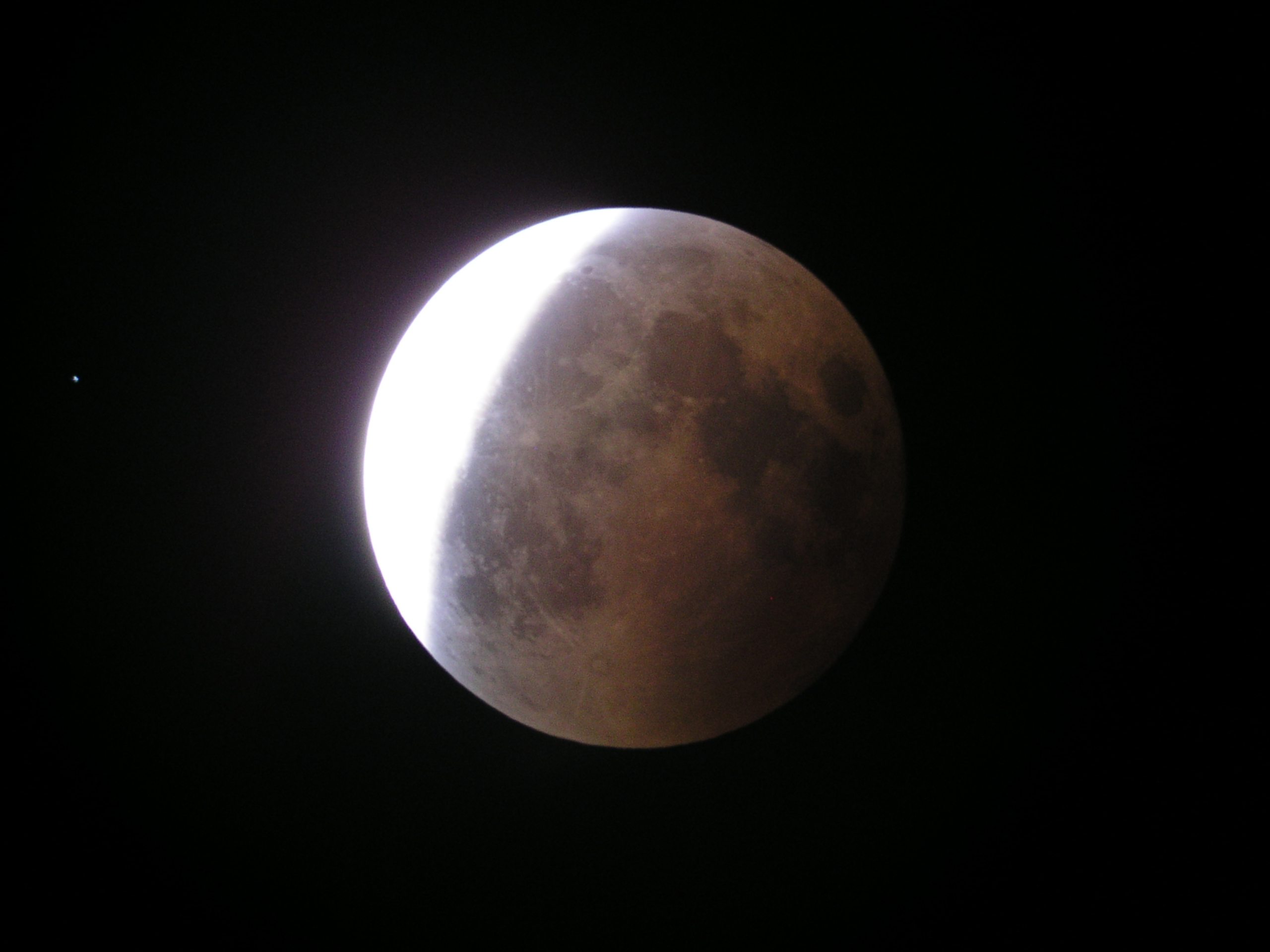
من كيرشبرغ ، سانت غالن ، الساعة 0:15 بالتوقيت العالمي المنسق
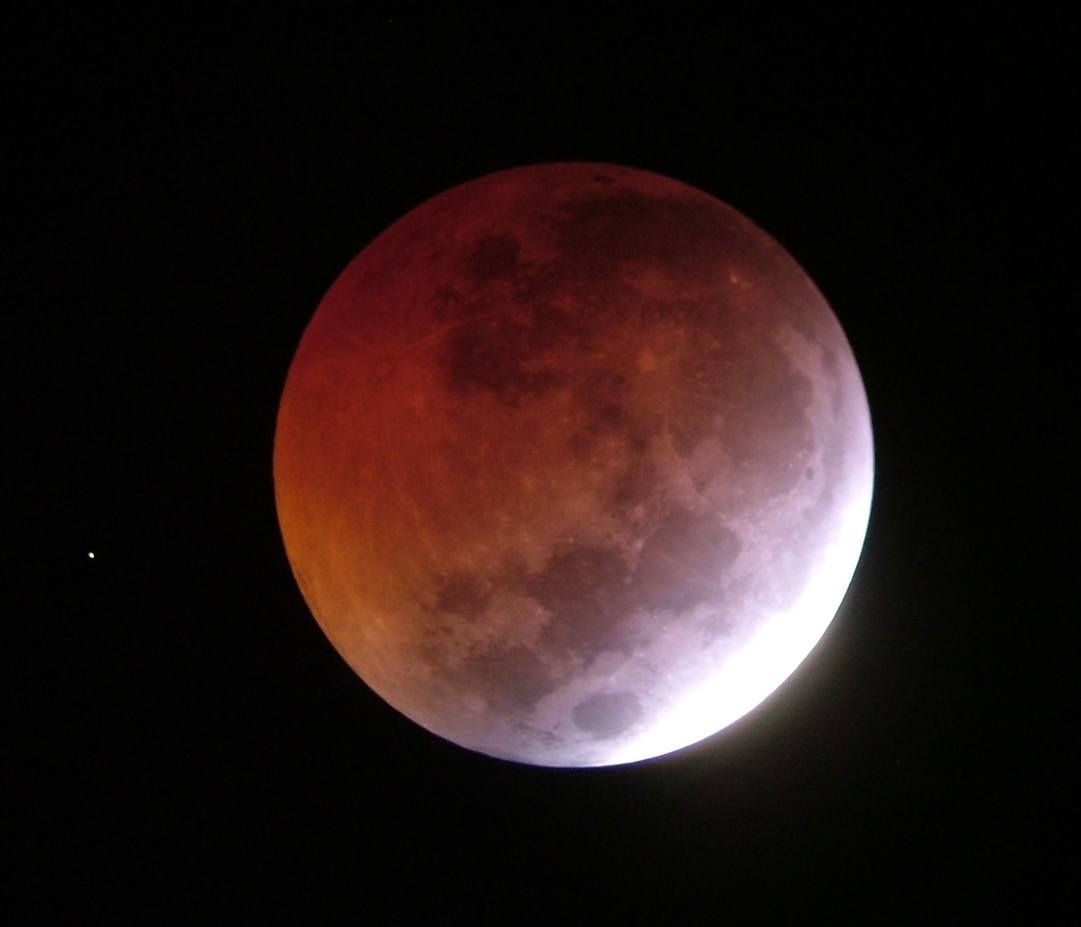
من كامبريدج ، المملكة المتحدة
فيلم Timelapse في بولاخ ، سويسرا
فيلم Timelapse في بلفور ، فرنسا
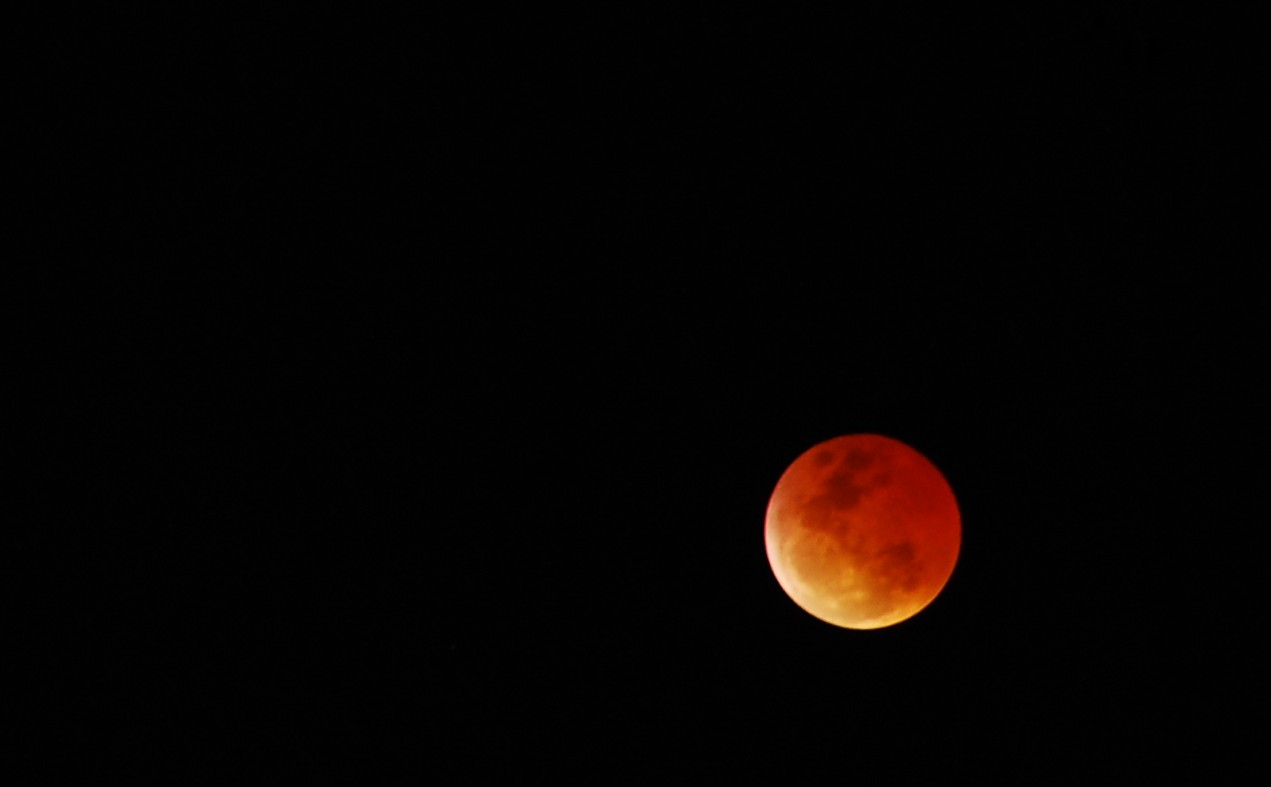
هوماكاو ، بورتوريكو ، 07:43 بالتوقيت الشرقي
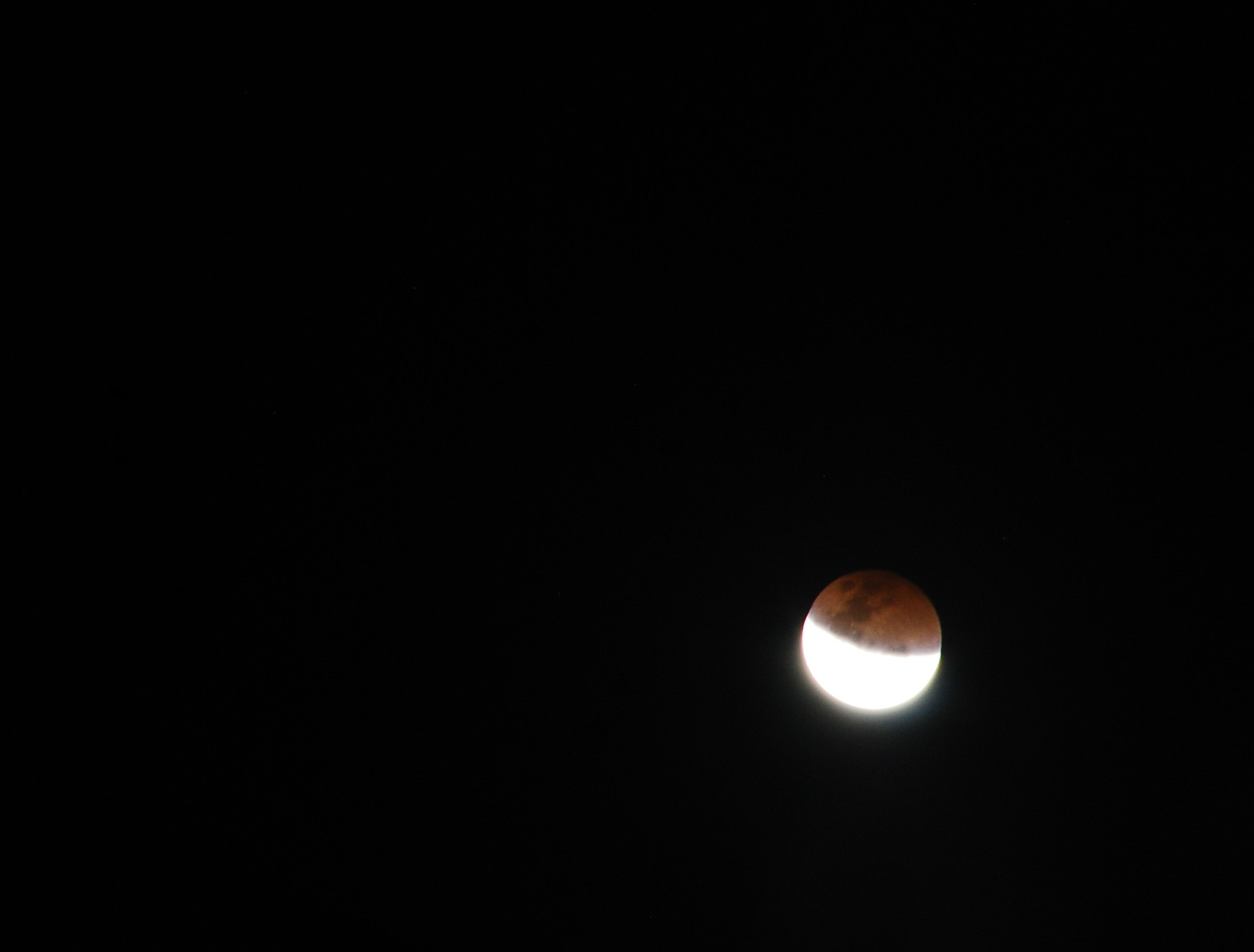
هوماكاو ، بورتوريكو ، 08:30:16 بتوقيت شرق الولايات المتحدة

## روابط خارجية
- 2007 Mar 03 chart:
- خسوف الناسك: الخسوف الكلي للقمر: 3 مارس 2007
- سلسلة ناسا ساروس 123
- الصور
  - صور من خسوف القمر الهولندي 3 مارس
  - Flickr: Lunar Eclipse 3/3/2007 : صور للخسوف، العديد منها مرخص لها ، من أعضاء Flickr
  - بث مباشر عبر الويب للخسوف الكلي للقمر في 3/4 مارس 2007 بواسطة Astronet (هولندا، بلجيكا، إسبانيا)
  - فيديو الكسوف في 3 مارس 2007 كما شوهد من المملكة المتحدة
  - خسوف القمر 3/3/2007 نسخة محفوظة 7 مارس 2007 على موقع واي باك مشين.
  - تسلسل متحرك
  - صورة فوتوغرافية